# Oripoda longiseta
Oripoda longiseta är en kvalsterart som beskrevs av Tyler A. Woolley 1961. Oripoda longiseta ingår i släktet Oripoda och familjen Oripodidae. Inga underarter finns listade i Catalogue of Life.